# National Rugby League 1946
La New South Wales Rugby Football League de 1946 fue la 39.ª edición del torneo de rugby league más importante de Australia.

## Formato
Los clubes se enfrentaron en una fase regular de todos contra todos, los cuatro equipos mejor ubicados al terminar esta fase clasificaron a la postemporada.
Se otorgaron 2 puntos por el triunfo, 1 por el empate y ninguno por la derrota.

## Desarrollo

### Tabla de posiciones
| Pos. | Equipo                        | Encuentros | Encuentros | Encuentros | Encuentros | Tantos | Tantos | Tantos | Puntos |
| Pos. | Equipo                        | PJ         | PG         | PE         | PP         | F      | C      | Dif    | Puntos |
| ---- | ----------------------------- | ---------- | ---------- | ---------- | ---------- | ------ | ------ | ------ | ------ |
| 1    | St. George Dragons            | 14         | 11         | 0          | 3          | 264    | 203    | +61    | 22     |
| 2    | Newtown Jets                  | 14         | 10         | 0          | 4          | 294    | 189    | +105   | 20     |
| 3    | Balmain Tigers                | 14         | 9          | 0          | 5          | 279    | 193    | +86    | 18     |
| 4    | Canterbury-Bankstown Bulldogs | 14         | 8          | 1          | 5          | 212    | 196    | +16    | 17     |
| 5    | Eastern Suburbs               | 14         | 8          | 0          | 6          | 213    | 174    | +39    | 16     |
| 6    | North Sydney Bears            | 14         | 5          | 0          | 9          | 248    | 283    | -35    | 10     |
| 7    | Western Suburbs Magpies       | 14         | 4          | 1          | 9          | 224    | 267    | -43    | 9      |
| 8    | South Sydney Rabbitohs        | 14         | 0          | 0          | 14         | 124    | 353    | -229   | 0      |

|  | Postemporada. |

### Postemporada

#### Semifinales
| 24 de agosto | St. George Dragons | 14 - 22 | Balmain Tigers |  |  |

| 31 de agosto | Newtown Jets | 10 - 12 | Canterbury-Bankstown Bulldogs |  |  |

#### Final preliminar
| 7 de septiembre | Balmain Tigers | 8 - 7 | Canterbury-Bankstown Bulldogs |  |  |

#### Final
| 14 de septiembre | St. George Dragons | 12 - 13 | Balmain Tigers | Sydney Sports Ground, Sídney    |  |
|                  |                    |         |                | Asistencia: 32.296 espectadores |  |

| Bandera de Australia   |
| Campeón Balmain Tigers |
| Noveno título          |